# Józefowo (powiat augustowski)
Józefowo – wieś w Polsce położona w województwie podlaskim, w powiecie augustowskim, w gminie Nowinka.
W latach 1975–1998 miejscowość należała administracyjnie do województwa suwalskiego.